# Dennis Aogo
Dennis Aogo (ur. 14 stycznia 1987 w Karlsruhe) – niemiecki piłkarz pochodzenia nigeryjskiego. Występuje na pozycji obrońcy, zawodnik Hannover 96.

## Kariera klubowa
Aogo jako junior grał w klubach Bulacher SC, Karlsruher SC, Waldhof Mannheim oraz SC Freiburg, do którego trafił w 2002 roku. Do jego pierwszej drużyny, wówczas występującej w Bundeslidze został przesunięty przed rozpoczęciem sezonu 2004/2005. W Bundeslidze zadebiutował 27 października 2004 w przegranym przez jego zespół 0:4 pojedynku z Hamburgerem SV. Natomiast pierwszego gola w zawodowej karierze strzelił 19 lutego 2005 w przegranym przez Freiburg 1:3 ligowym meczu z VfL Bochum. W debiutanckim sezonie rozegrał 15 ligowych spotkań i zdobył w nich jedną bramkę, a jego drużyna zajęła ostatnią, osiemnastą pozycję w Bundeslidze i została zdegradowana do drugiej ligi. Aogo postanowił jednak pozostać w zespole. Występował w nim jeszcze przez trzy sezony. W barwach Freiburga łącznie zaliczył 94 ligowe mecze i strzelił w nich 15 goli.
W 2008 roku podpisał kontrakt z pierwszoligowym Hamburgerem SV Pierwszy występ zanotował tam 26 października 2008 w spotkaniu z TSG 1899 Hoffenheim, rozegranym w ramach rozgrywek Bundesligi i przegranym przez jego zespół 0:3.
29 sierpnia 2013 roku został zawodnikiem FC Schalke 04. 9 sierpnia 2017 roku został piłkarzem VfB Stuttgart.
3 września 2019 podpisał kontrakt z niemieckim klubem Hannover 96, umowa do 30 czerwca 2020.

## Kariera reprezentacyjna
Aogo był reprezentantem Niemiec U-21. W kadrze młodzieżowej zadebiutował w 2007 roku i rozegrał w niej 25 spotkań, a także zdobył cztery bramki.
Wraz z pierwszą reprezentacją zdobył brązowy medal na Mistrzostwach Świata 2010, występując w meczu o 3. miejsce.